# ナシオナル製鉄
ナシオナル製鉄（ナシオナルせいてつ、Companhia Siderurgica Nacional、略称CSN）は、ブラジルの製鉄会社である。1969年に、リオデジャネイロ州のヴォルタ・レドンダ（en）において創業し、現在は、本社をリオデジャネイロ市に置く。 生産能力は年間560万トンに達し、粗鋼のみならず、鉄板、亜鉛めっき、スズの生産も担う。亜鉛めっきの生産量はブラジル国内の約49%を占め、CSNが生産するスズ製品のほとんどはブラジル国内向けである。CSNが生産する金属製品は、包装、自動車、家庭用品、建材に使用される。加えて、CSNは自らの鉄鉱石鉱山を保有している。 

## 歴史
CSNの原点は、1941年にブラジル大統領ジェトゥリオ・ドルネレス・ヴァルガスの時代に、アメリカ合衆国とブラジルとの間でワシントン協定と呼ばれる合意が締結されたことによって、州立の製鉄所として出発した。ワシントン協定によって、ブラジルにおいて生産される鉄鋼は、連合国に輸出され、同時にブラジルの経済に貢献することとなった。 実際の稼動は、1946年のことであり、既に大統領は、エウリコ・ガスパル・ドゥトラ（en）に変わっていた。 1970年代には2度の向上の拡張が実施され、1974年の拡張により、粗鋼の生産能力は年間160万トンに拡大された。さらに、1977年の拡張によって年間240万トンに拡大している。
1989年、再度の拡張が実施された。その結果、粗鋼生産量は450万トンまで拡大した。1993年までは、CSNは、公営企業として経営されてきたが、他のブラジルの公営企業（エンブラエル、テレブラスなど）と同様に、1993年から1994年にかけて、民営化が実施された。イタマル・フランコ大統領の時代に、国営企業を民営化が実施された。この流れは、フェルナンド・コロール・デ・メロが推進したいわゆる「コロールプラン」の流れを引き継ぐものであった。
CSNの民営化の目的は、粗鋼の生産量を伸ばすこと、粗鋼の生産の質を高めること、経営の無駄を省くこと、環境保護に取り組むことが挙げられた。そのためのプログラムが策定され、1996年2月以降のCSNの製品は、そのプログラムに基づいての生産が実施されている。1996年から2002年にかけて、CSNがそのプログラムを実行するためにかかった費用は、24億ドルに達した。ヴァルガス大統領時代以来、稼動していた第3高炉及び第2工場の改修は2001年に完了し、粗鋼生産量は560万トンが可能となった。
2004年1月、CSNの経営陣は、2007年までの4年間に、8.2億ドルを費やし、Casa de Pedra鉱山の鉄鉱石生産量を2004年の1,550万トンから4,000万トンに拡大すること、リオデジャネイロ市西部のセペチバ（en）地区の港湾設備を増強することで、石炭の取扱のみならず、年間で3,000万トンの鉄鉱石を取り扱うことを可能とすることなどである。
2005年には、自らの鉄鋼業界での地位を補強する資本政策を実施した。ヴァーレへの出資を実行することで、商品市場における資源メジャーへの足がかりを確保した。さらに、海外にも鉄鉱石鉱山を取得することも目指している。